# Alyxia gynopogon
Alyxia gynopogon är en oleanderväxtart som beskrevs av Johann Jakob Roemer och Schult.. Alyxia gynopogon ingår i släktet Alyxia och familjen oleanderväxter. Inga underarter finns listade i Catalogue of Life.